# Saga degli uomini delle Orcadi

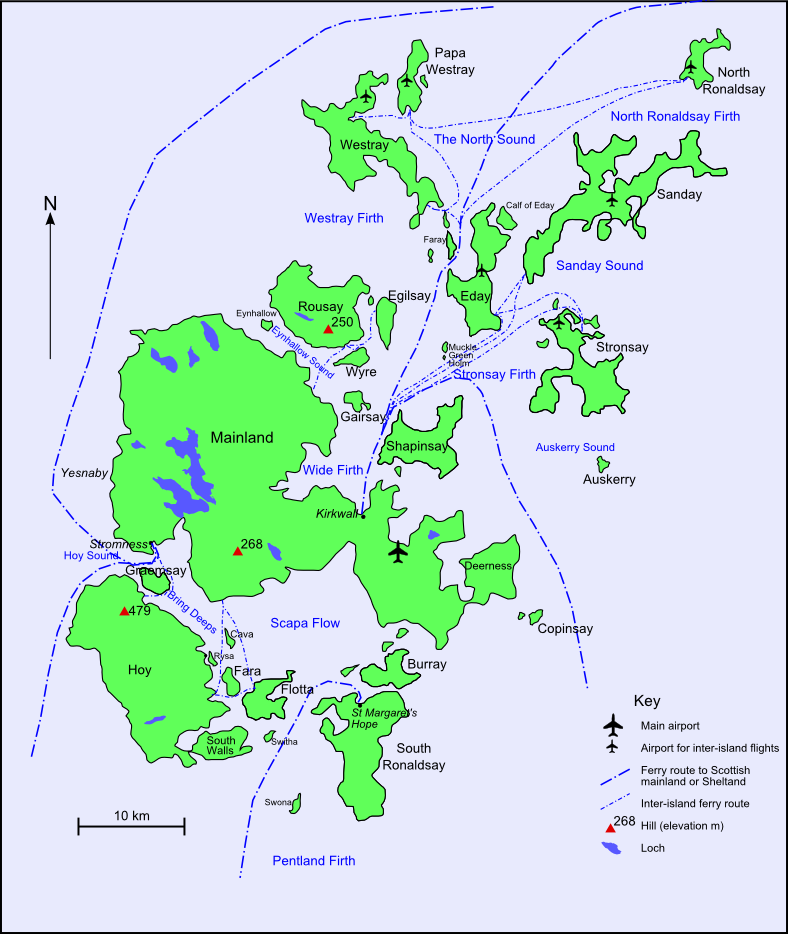
Mappa delle Orcadi

La Saga degli uomini delle Orcadi o Orkneyinga saga è una popolare saga norrena che tratta della storia della conquista dell'arcipelago scozzese delle isole Orcadi da parte dei Norvegesi (IX secolo) e della successiva epoca dei conti delle Orcadi che si concluse nel XII secolo). La saga è scritta in norreno e presenta numerosi prestiti onomastici da altre lingue, specialmente dall'area celto-gaelica, come per esempio Frakökk e Maddaðr. 
La saga è stata redatta in un'epoca compresa fra il 1192 e il 1206 da uno o più autori sconosciuti di origine islandese presumibilmente facendo uso di fonti diverse e mescolando tradizione orale, fatti storici e leggende. Racconta in modo vivido le vicende, battaglie, assassini e intrighi politici legati alla conquista norvegese delle Orcadi ma anche alla storia del regno di Norvegia; spesso vi erano infatti stretti legami di parentela fra i conti delle Orcadi e i sovrani del paese, ad esempio il conte Rognvald Brusason era genero del re Olaf II e combatté nella battaglia di Stiklestad nel 1030 dove salvò la vita al futuro re Harald Hardråde gravemente ferito. Narra anche le vicende del conte Magnus Erlendsson, fatto assassinare dal cugino Haakon Paulsson per il dominio delle Orcadi e proclamato martire e santo.
Le vicende descritte sono ambientate sulle Orcadi, in Scozia, Galles, Irlanda, Norvegia, Svezia, Russia, nell'Europa continentale e in Terra santa. 
I primi tre capitoli trattano delle origini mitologiche del conti, la vicenda prosegue con il racconto della conquista delle Orcadi (intorno al 900) da parte di Harald Bellachioma, re di Norvegia e la successiva costituzione della contea delle Orcadi (Orkney Earldom).

## Opera

### Capitoli
La saga è composta da 92 capitoli. I primi tredici (I-XIII) narrano l'epoca eroica delle Orcadi. In particolare, i primi tre trattano dalle origini mitiche degli jarl seguendo un albero genealogico che inizia dal gigante Fornjótr, che regnava sulla Finlandia e il Kvenland, continua con i suoi tre figli Hlér o Ægir, Logi e Kári, fino ad arrivare a Górr, il figlio di questi Heiti, poi Sveiði, Hálfdan il Vecchio, Eysteinn Beli e infine lo jarl Rögnvaldr. Questa parte semi-storica e semi-mitologica termina con la morte dello jarl Sigurðr il Forte e la cristianizzazione delle Orcadi per ordine di Olaf Tryggvason. L'incipit della saga è molto simile al Hversu Noregr byggðist, un elenco genealogico che parla dei primi abitanti della Norvegia. Tuttavia il Hversu Noregr riporta eventi molto più dettagliati, mentre l'incipit della Orkneyinga saga può essere considerato solo un breve riassunto. Per tanto la prima parte della saga è definita anche Fundinn Noregr (Fondazione della Norvegia).
Sigurðr divise il potere tra i tre figli Sumarliði Sigurðsson (morto nel 1014 o 1018), Brúsi ed Einarr Boccastorta. Aveva anche un altro figlio, Thorfinn. Olaf Tryggvason aveva inoltre preso ostaggio un altro figlio dello jarl, chiamato Hundi o Hvelpr e poi battezzato con il nome di Hlöðvir. Egli però non visse a lungo. I capitoli successivi (XIII-XXXII) parlano del conflitto tra i figli di Sigurðr, Thorfinn, Brúsi ed Einarr per l'eredità del padre. Questa parte si conclude attorno al 1064 con la morte di Thorfinn Sigurdsson.
Nei capitoli XXXIII-LVIII parlano di vari avvenimenti e personaggi storici, come il santo Magnus e i suoi miracoli, i re norvegesi e altri jarl di minor rilievo.
Nel capitolo LVIII l'ambientazione si sposta in Norvegia, dove si delinea la figura dello jarl Rögnvald Kali. Fino al LXXXV si parla soltanto dei conflitti in cui è interessato Rögnvald e, nell'ultimo, la spedizione di Rögnvaldr a Gerusalemme (1151-1153): In questo lungo capitolo vengono descritte battaglie, assedi (come quello in Galizia), il rapporto amoroso con Ermengarda di Narbonne, la spedizione a Costantinopoli. Finalmente Rögnvaldr ritorna in patria (capitolo XC) e qui scopre, insieme al lettore, la complicata situazione nata nelle Orcadi durante la sua assenza (XCI-XCII).

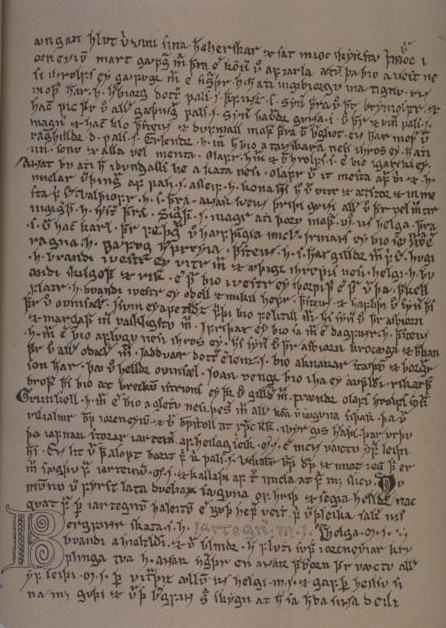
Manoscritto del XIII secolo

I capitoli XCIII-CIII parlano del conflitto di Rögnvald contro jarl usurpatori, come Erlendr, e contro bande vichinghe che organizzavano spedizioni in maniera autonoma, sfidando il suo potere. Il periodo d'oro dei vichinghi infatti era tramontato da un pezzo. 
I capitolo CIV parla della morte di Rögnvaldr (1158). Il suo successore fu Harald figlio di Maddaðr. I capitoli successivi (CIV-CXII) parlano del suo governo, delle guerre contro gli Scozzesi, e dei suoi successori. La saga si chiude con un commento degli anonimi autori:
(Saga degli uomini delle Orcadi, Meli, 1997, p. 315)

### Componimenti poetici
All'interno della saga sono riportati frammenti di poesie, elogianti vittorie, battaglie o personaggi. Il fatto che gli autori abbiano inframmezzato il racconto con questi frammenti significa che avevano libero acceso alle fonti. Le poesie non sono sempre opera di scaldi professionisti. Frequenti sono i momenti in cui gli stessi jarl si improvvisano poeti e recitano strofe inventate sul momento, adoperando artifici poetici molto complessi. Un esempio sono le strofe che il conte Einarr compone nel capitolo VIII in onore di Halfdan, figlio di Harald Bellachioma:
- con giusto giudizio delle Norne -
ora che un sostegno di genti non è più
peri il quarto che mi tocca:
Gettate, servi solerti, 
poiché avemmo la vittoria
decidono per lui duro tributo
pietre sul Gambalunga»
(Saga degli uomini delle Orcadi, Meli 1997, p. 22)
La parafrasi o kenning "sostegno di genti" equivale a "principe".

## Luoghi citati nella saga
La Orkneyinga saga ci informa come venivano chiamati i paesi extrascandinavi. La maggior parte delle volte si tratta di nomi locali adattati alla lingua norrena.

### Gran Bretagna e Irlanda
- Atjoklar: Atholl
- Beruvik: Berwick
- Brettand: Galles
- Eiðinaborg: Edimburgo
- Elgin: Elgin
- England: Inghilterra
- Fífi: Fife
- Gaddgeðlar: Galloway
- Grimsbœr: Grimsby
- Hallomes: ?
- Hjaltlandseyjar: Isole Shetland
  - Álasund
  - Fetilár: Fetlar
    - Borgarfjörðr

  - Hjaltland: Mainland
    - Dynrastarhöfði
    - Dynrastarvágr
    - Gullberuvik
    - Hundhólmi
    - Morseyjarborg

  - Sandr
  - Örmst: Unst
    - Bollastðir
    - Unustaðir
- Hrafnseyr: ?
- Írland: Irlanda
- Jórvik: York
- Katanes: Caithness
  - Myrkkol: Murkle[4]
- Kálfadalsá e Kálfadalr: fiume di dubbia localizzazione
- Kliflönd: ?
- Kunnaktir: Connacht
- Lundey: Lundy
- Máriushöfn: St. Marys (Isole Scilly)
- Mön: Isola di Man
  - Manarbyggð[5]
- Mærhœfi: Moray
- Norðimbraland: Northumbria
- Skarðaborg: Scarborough
- Stafnfurðubryggja: Stamford Bridge
- Syllingar: Isole Scilly
- Torfnes: Tarbat Nes
- Úlaztír: Ulster
- Vík: Wick
- Þrasvík: Freswick
- Þórsá: Thurso e fiume Thurso
- Öngulsey: isola di Anglesey
- Öngulseyjarsund: stretto di Anglesey

#### Isole Orcadi
- Byrgisey
- Damsey: Damsay
- Eyinhelga: Eynhallow
- Dyrnes[6]
  - Múli
  - Sandvik (Hlaupandanes)
- Egilsey: Egilsay
- Eiðey: Eday
- Færey: Faray
- Gáreksey:
- Glumsholm: Glimsholm
- Grímsey: Graemsay
  - Uppland
- Hellisey: Helliar Holm
- Hrólfsey: Rousay
  - Vestrnes
- Hrossey: Mainland
  - Byrgisherað: Birsay
  - Orkahaugr
  - Rennudair
  - Steinsnes: Stennes
- Háey: Hoy
- Hávarðsteigar: luogo di dubbia localizzazione. Luogo della battaglia tra lo jarl Hávarðr (da cui prende il nome) ed Einarr "Pane e burro"[7]
  - Þingavöllr
- Hólmr: Holm of Faray
- Kalfr: Calf of Eday
- Rögnvaldrsey: South Ronaldsay
  - Barðsvik
  - Viðivágr
- Papey in meiri: Papa Westray
- Péttlandsfjörðr: Pentland Skerries[8]
- Rínansey: North Ronaldsay
- Sandey: Sanday
  - Völunes
- Straumey: Stroma
- Strjónsey: Stronsay
  - Brekkur
  - Papey in litla: Papa Stronsay
- Svelgr
- Svíney: Swona[9]
- Vágar/Vágaland: South Walls
- Vestrey: Westray
  - Höfn
  - Hreppisnes
  - Rekavík
- Vígr: Wyre

### Traduzioni inglesi
- Pálsson, Hermann and Paul Edwards,Orkneyinga Saga: The History of the Earls of Orkney, London: Hogarth Press, 1978.
- The Orkneyingers Saga (Icelandic Sagas, and other historical documents relating to the settlements and descents of the Northmen on the British Isles, Volume III).